# Родионов, Александр Сергеевич
Алекса́ндр Серге́евич Родио́нов (род. 19 января 1978, Москва, СССР) — российский драматург и киносценарист, один из организаторов «Театра.doc».

## Биография
В 1999 году окончил Литературный институт имени А. М. Горького (мастерская С. Есина). В 1997 получил премию «Зеркало для молодых» за сценарий «Сон оказался предвестником несчастья». Драматург «Театра.doc». Автор перевода на русский язык пьес Марка Равенхилла «Шоппинг & Fucking» (1999, публ. в серии «Новая пьеса») и «Четкие поляроидные снимки» (2002). Автор очерков «Зона вокруг сцены» («Время новостей») и «Аллергия на золото» (ОЗ, № 5-6), «Трудно заниматься исламским театром» («Русский журнал», 2003). Автор пьесы-либретто спектакля «Война молдаван за картонную коробку» («Театр.doc», 2003). В 2004 году окончил Высшие курсы сценаристов и режиссёров (мастерскую В. Хотиненко, П. Финна).
В качестве сценариста регулярно работал с режиссёрами Борисом Хлебниковым («Свободное плавание», 2006; «Сумасшедшая помощь», 2009; «Пока ночь не разлучит», 2012; «Долгая счастливая жизнь», 2013), Николаем Хомерики («Сказка про темноту», 2009; «Сердца бумеранг», 2012; «Девятая», 2019), Валерией Гай Германикой («Все умрут, а я останусь», 2008; «Да и да», 2014). Игорь Гулин называет Родионова одним из «авторов, благодаря которым новый русский кинематограф дал слово грустным ментам, растерянным гастарбайтерам, жуликоватым рабочим, спивающимся школьникам и прочим малым сим России путинской эпохи», и сравнивает их «смешную, корявую и беззащитную речь» с косноязычием героев Платонова, но оговаривается, что если у Платонова действие происходит на фоне большой истории и потому содержит в себе надежду, в сценариях Родионова такой истории «нет (если она и была когда-то, то давно закончилась)».
Номинант премии «Ника» за лучший сценарий за «Свободное плавание», «Сумасшедшую помощь» и «Долгую счастливую жизнь».

## Сценарист
- «Свободное плавание» (соавтор и режиссёр Борис Хлебников, 2006)
- «Все умрут, а я останусь» (соавтор сценария Юрий Клавдиев, режиссёр Валерия Гай-Германика, 2008)
- «Сказка про темноту» (соавтор сценария и режиссёр Николай Хомерики, 2009)
- «Сумасшедшая помощь» (соавтор сценария и режиссёр Борис Хлебников, 2009)
- «Пока ночь не разлучит» (режиссёр Борис Хлебников, 2011)
- «Конецдворье» (2012, поставлен как «Долгая счастливая жизнь», режиссёр Борис Хлебников)
- «Да и да» (режиссёр Валерия Гай Германика, 2014)
- «Райские кущи» (соавтор сценария и режиссёр Александр Прошкин, 2015)
- «Закрой глаза» (режиссёр Ольга Субботина, 2015)
- «Sheena 667» (соавторы сценария Григорий Добрыгин и Илья Носоченко, режиссёр Григорий Добрыгин, 2019)
- «Девятая» (режиссёр Николай Хомерики, 2019)
- «Море волнуется раз» (режиссёр Николай Хомерики, 2021)
- «Правда» (соавтор сценария Алексей Камынин, режиссёр Максим Кузнецов, 2023)
- «Пациент № 1» (соавтор сценария Резо Гигинеишвили, режиссёр Резо Гигинеишвили, 2023)
- «Чистые» (режиссер Николай Хомерики, 2024)

## Пьесы
- «Война молдаван за картонную коробку» (режиссеры Михаил Угаров, Руслан Маликов, премьера — «Театр.doc», 2003)
- «Песни народов Москвы» (соавтор — Максим Курочкин, режиссер — Георг Жено, премьера — «Театр.doc», 2002).